# Polnischer Hip-Hop
Polnischer Hip-Hop ist ein Musikgenre, welches die Stile der polnischen Rap-Musik beinhaltet.
Die Kultur begann sich Mitte der 1980er Jahre zu entwickeln, wurde dann Anfang der 1990er populär, vor allem als Musiker wie MC Hammer und Vanilla Ice international bekannt wurden, und erlebte ihren Höhepunkt Mitte der 2000er, als die Hip-Hop-Musik kommerziell am erfolgreichsten war.
Im Gegensatz zu den USA hatte der polnische Hip-Hop nie seine Wurzeln im Soul, Funk oder Rhythm and Blues, sondern in der amerikanischen Hip-Hop-Kultur.

## Geschichte

### Entstehung (1984–1995)
Die Hip-Hop-Kultur begann in Polen Mitte der 1980er Jahre, als der Film Beat Street auf den Markt kam. Es entstanden erste Breakdance-Gruppierungen, wie Be-Bob (später Broken Step), Scrap Beat und Golden Streat Boyz.
Als erster Rapper wird in Polen die durch den Schauspieler Piotr Fronczewski geschaffene Figur Franek Kimono angesehen. Piotr Fronczewski brachte unter diesem Pseudonym 1984 das Album Arston heraus, auf welchem zum ersten Mal polnischer Sprechgesang veröffentlicht wurde. Dieses Album hatte allerdings nicht die für den Hip-Hop typischen Beats, sondern war eher als Parodie der Disco-Musik gedacht.
Anfang der 1990er Jahre begannen die ersten polnischen Musiker mit dem Sprechgesang. Kazik Staszewski brachte 1991 sein erstes Solo-Album raus, welches teilweise Sprechgesang enthielt.
Die Kommerzialisierung des polnischen Hip-Hop begann ziemlich spät. Im Jahr 1992 erschien East on the Mic von PM Cool Lee aus Kielce, heute bekannt als Liroy. Auf dem Album waren neben einigen Songs auf Englisch auch zwei Songs in polnischer Sprache enthalten. Dieses Tape brachte ihm kaum Erfolg und Anerkennung, da man damals an das Material sehr schwer herankam. Das erste kommerziell erfolgreiche Hip-Hop-Album in Polen war Albóóm von Liroy. Es erschien im Jahr 1995. Diese Platte hatte riesigen Erfolg und verkaufte sich insgesamt über eine halbe Million Mal. Die Promo-Single des Albums war Scyzoryk, als Gast auf der Single trat die Band Wzgórze Ya-Pa-3 auf.
Obwohl es bis heute das meistverkaufte und bekannteste polnische Rap-Album ist, wurde es von der Szene schnell abgestoßen und nicht akzeptiert, da es auf zahlreichen Plagiaten und Hip-Hop-Samples amerikanischer Bands basiert (manche Fragmente wurden sogar eins zu eins kopiert).
Noch im gleichen Jahr kam von Nagły Atak Spawacza ein Demo unter dem Namen Anty heraus, auch als Anti-Liroy-Song bekannt. Die aus Posen stammenden Rapper nahmen den Track zusammen mit Peja auf.
Nach dem Erfolg mit Liroy gingen Wzgórze Ya-Pa-3 ihren eigenen Weg und nahmen ihre eigene Platte auf. Wie man sieht, entstand der kommerzielle polnische Hip-Hop aus einem Beef heraus. Nach und nach begannen manche Plattenlabels sich für die Szene zu interessieren.

### Untergrund (1995–2000)
Obwohl Liroy und Wzgórze Ya-Pa-3 aus Kielce stammen, wurde Warschau zum polnischen Zentrum der Hip-Hop-Musik, vor allem durch die Sendung Kolorszok des Radiosenders Radio Kolor, die im Jahr 1993 von Bogna Świątkowska und DJ Volt geleitet wurde. DJ Volt gründete im Jahr 1994 die Hip-Hop-Band 1 Killa Hertz. Mitglieder der Band waren DJ-Volt,Tas De Fleia (heute bekannt als Tede) und Jan Marian (JMI). Erstmals waren sie 1995 erfolgreich. DJ Volt gründete das erste polnische Hip-Hop-Label „Beat Records“, bei dem Bands wie Trzyha und Mistic Molesta erschienen. In Warschau entwickelten sich Bands wie Warszafski Deszcz (früher 1 kHz, Trzyha), ZIP Skład, OMP, Mor W.A., Płomień 81 & RHX, welche die amerikanischen Ghettos mit den polnischen Großwohnsiedlungen verglichen und mit welchen sich der sogenannte „Straßen-Hip-Hop“ identifiziert. Deren Texte sind oft genauso von Tabubrüchen und Schimpfwortschatz geprägt, wie die amerikanischen.
Neben den im Land vorherrschenden Rapstils der Straße gab es auch andere Arten. Das erste Album von Kaliber 44 stellt ein Genre namens „Hardcore-Psycho-Rap“ dar, wegen der kraftvollen Sounds und Lyrics über psychedelische Untertöne.
Die Gruppe T-raperzy znad Wisły, bestehend aus Satirikern und Kabarettisten, prägte mit der satirischen Behandlung aller polnischen Könige (Poczet królów polskich) und den Klassikern der polnischen Literatur (Lektury literatury) den Begriff des Comedy Hip-Hop.
Zusätzlich zu den Musikern, die breite Popularität und damit finanziellen Erfolg gewonnen haben, gibt es auch eine riesige Untergrund-Szene.
Unter den relativ wenigen Frauen in der polnischen Hip-Hop-Szene sollten Aśka (Mitglied der Stettiner Gruppe SNUZ), Paresłów (bestehend aus Dora & Fala), Lilu und WdoWa erwähnt werden.

### Mainstream (2000–2005)

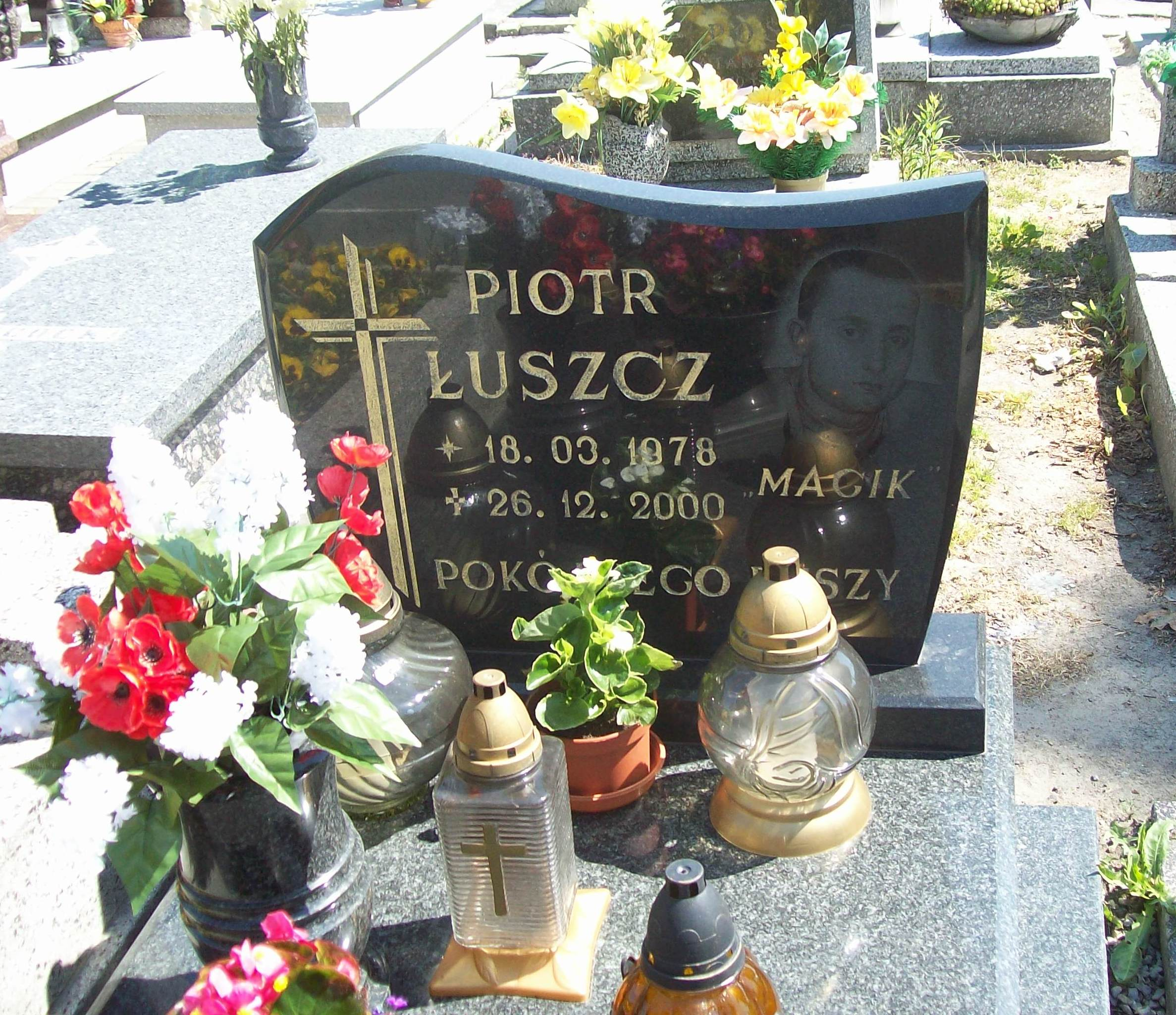
Grab von Piotr „Magik“ Łuszcz in Kattowitz

Im Sommer 2000 begann die erste Zusammenarbeit mit deutschen Künstlern. Die Gruppe Paktofonika war zu Gast in Witten, wo sie mit den deutschen Hip-Hop-Künstlern Lakman, Dike D, Onanon, LO & Kams zusammen den Track 2 Kilo aufnahmen, welcher der erste auf Deutsch und Polnisch gerappte Track ist. Der Track erschien auf dem ersten Album von Paktofonika Kinematografia, welches als entscheidend für die Entwicklung der polnischen Szene gilt. Der Mitbegründer Magik beging acht Tage nach der Veröffentlichung des Albums Selbstmord, was auch zur Auflösung der Gruppe Paktofonika im Jahre 2002 führte. Diese brachte noch ein Album aus Archivaufnahmen (Archiwum Kinematografii) heraus und veranstaltete ein Abschiedskonzert im Gedenken an den verstorbenen Rapper. Der Rapper Dike D veröffentlichte im Jahr 2002 sogar einen komplett deutschen Track auf dem Album Experyment Psycho von Rahim, welcher den Suizid von Magik und die damalige Zusammenarbeit thematisiert.
Im Jahr 2001 entstand der erste Dokumentarfilm über polnischen Hip-Hop. Der Film Blokersi von Sylwester Latkowski weckte das Interesse an der Hip-Hop-Szene außerhalb des Hip-Hop-Umfelds. Auch Men In Black – ein Film und Buch über Graffiti von Andrzej Buda über die Entwicklung der Hip-Hop-Kultur in Polen von 1977 bis 2002. Es wurden verschiedene Hip-Hop-Zeitschriften herausgegeben, darunter der Ślizg (seit Januar 2007 eingestellt), Clan und Magazyn Hip-Hop.
Ende des Jahres 2001 kam das fünfte Album des Rappers Liroy, Bestseller, auf den Markt. Es enthält zum ersten Mal amerikanische Gastbeiträge und zwar von Lionel Richie, Ice-T und Prodigal Sunn (aus dem Wu-Tang-Clan-Umfeld). Ein Beat wurde von DJ Tomekk produziert und Da G.E.R.M. wurde auf dem Remix des Ice-T Tracks gefeaturet.
Ein wichtiger Vertreter des polnischen Gangsta-Rap zu Beginn des 21. Jahrhunderts war der Rapper Peja und seine Gruppe Slums Attack. Die Alben Na legalu? (2001), Najlepszą obroną jest atak (2005) und Szacunek ludzi ulicy (2006) erreichten Platinstatus.
Im Zeitraum 2001–2005 gab es sehr viel durch die Presse geschürte Rivalität, welche auch wie in anderen Ländern meist nur zu Promo Zwecken geführt wird. Es entstand sogar ein Konflikt zwischen Ost und West, wie der East-Coast-vs.-West-Coast-Konflikt in den USA. Zu erwähnen sind die Battles zwischen Tede & Eldo, Peja & Gural, Mes & Mezo, Pih & Duże Pe und Tede & Płomień 81.
In Polen begann die fortschreitende Kommerzialisierung des Hip-Hop – die Präsenz in den Medien und den Radio-Stationen führte zum Begriff „HipHoPolo“, zu dem vor allem Gruppen, wie Jeden Osiem L, Verba & Ascetoholix. Der Begriff lehnt an den des Disco Polo an. Seit 2005 kehren sich die Medien langsam vom Hip-Hop ab. Bereits vorher entstand in ganz Polen der von Journalisten getaufte „Intelligente Hip-Hop“ (Conscious Rap). Zu den populärsten Interpreten zählen vor allem Paktofonika, Abradab, Grammatik (bestehend aus Eldo & Jotuze), O.S.T.R., Łona und Fisz. Einige dieser Künstler sowie Kanał Audytywny repräsentieren die Entwicklung des Hip-Hop in die Richtung von mehr abstrakten Formen.
Die Rapper Fisz und O.S.T.R. wandten sich unterdessen dem Jazz-Rap zu, mit dem sie sehr erfolgreich schon mehrere Preise gewonnen haben.
Das Musik-Projekt Kanał Audytywny verband sehr erfolgreich die Musikrichtungen Rap, Trip-Hop und Nu-Jazz miteinander und wurde für sein drittes Album von EMI Music Poland unter Vertrag genommen.

### Globalisierung (seit 2005)
Es geht der Trend zu kostenlosen oder kostenpflichtigen Online-Alben bzw. sogenannten Illegal-Alben; so werden in Polen Alben genannt, die unter keinem Label herauskommen, sondern unter Selbst-Vertrieb herausgebracht werden.
Der deutsche Rapper Sido wird Anfang 2005 von DonGURALesko auf seinem Album Drewnianej Małpy Rock gefeaturet. Der Track Te Typy wurde 2007 auch auf Sidos Feature-Album Eine Hand wäscht die andere in Deutschland veröffentlicht. Das Album belegte Platz 21 in den deutschen Albumcharts und ist somit das erste deutsche Album mit einem polnischen Gast-Rapper in der Hitparade.
Im Jahr 2006 veröffentlicht L.U.C, der Vokalist des Musik-Projekts Kanał Audytywny, sein erstes Solo-Album. Haelucenogenoklektyzm ist das erste Konzept-Album im polnischen Hip-Hop und behandelt den Begriff Einsamkeit. Alle darauf folgenden Alben von L.U.C sind ebenfalls Konzept-Alben, wobei das Album 39/89 aus dem Jahre 2009 (genau 70 Jahre nach dem Überfall auf Polen des Deutschen Reiches) sich mit der polnischen Geschichte zwischen 1939 und 1989 beschäftigt.
Die Brüder Fisz (Rapper) und Emade (Produzent), welche schon zusammen einige avantgardistische Alben rausgebracht haben, entwickelten 2008 mit ihrem Vater Wojciech Waglewski (Komponist und Gitarrist) das Album Męska Muzyka, welches sehr starken Blues- & Country-Charakter aufweist. Es zeichnet sich eine Distanzierung vom reinen Hip-Hop ab, vor allem als die Waglewski-Brüder 2008 die Rock-Band Kim Nowak gründen.
Das Produzenten-Duo WhiteHouse hat im Jahr 2009 das Album Poeci veröffentlicht auf dem bekannte Gedichte polnischer Poeten von diversen Künstlern gerappt werden. Beteiligt waren u. a. Peja, L.U.C, Fisz, Łona, Fokus, DonGURALesko, O.S.T.R. mit Gedichten von Adam Mickiewicz, Konstanty Ildefons Gałczyński, Julian Tuwim, Ignacy Krasicki, Jacek Kaczmarski oder Stanisław Wyspiański.
Im Jahr 2009 nimmt der Rapper Rahim den Track Nach vorn mit Dike D und Terence Chill für den ersten Label-Sampler seines Labels MaxFloRec auf. Außerdem wird Kool Savas auf dem Album Sobotaż von Sobota auf dem Track StoProcent 2 gefeaturet.
Mittlerweile gibt es einige deutsche Musiker mit polnischem Migrationshintergrund, welche in Deutschland auf Polnisch rappen. Hier zu erwähnen ist vor allem der Rapper Toony, welcher in Polen bei dem größten Independent Hip-Hop-Label Prosto unter Vertrag steht und mit DJ Tomekk das Album Ehrenkodex rausgebracht hat. Des Weiteren gibt es noch zwei Rapper von den Orsons, nämlich KAAS und Plan B, welche teilweise auf Polnisch rappen. Der Berliner Rapper Sentino nahm im Jahr 2010 den Track Szczecin, Berlin, Poznań unter anderem mit Peja (aus Posen) und Sobota (aus Stettin) für das Mixtape 4 des Produzenten DJ Feel-X auf.
Der bekannteste Produzent ist DJ Tomekk, welcher in Polen geboren ist, aber in Deutschland lebt und international erfolgreich ist.
Im Jahr 2010 gab es erstmals eine Zusammenarbeit mit einem italienischen Rapper. Die Brüder Pezet und Małolat brachten auf ihrem Album Dziś w moim mieście einen Track mit dem Rapper Fabri Fibra raus.
Auf seinem Album Monster von 2013 verbindet Popek klassischen Hip-Hop mit Dubstep. Das Album brachte ihm eine Goldene Schallplatte in Polen, der Tschechischen Republik und der Slowakei ein.

## Stile
- Gangster-Rap / Battle-Rap / Hardcore-Rap / Psycho-Rap
- Conscious-Rap / Storytelling / Comedy-Rap
- Jazz-Rap
- Hip-hopolo

## Interpreten

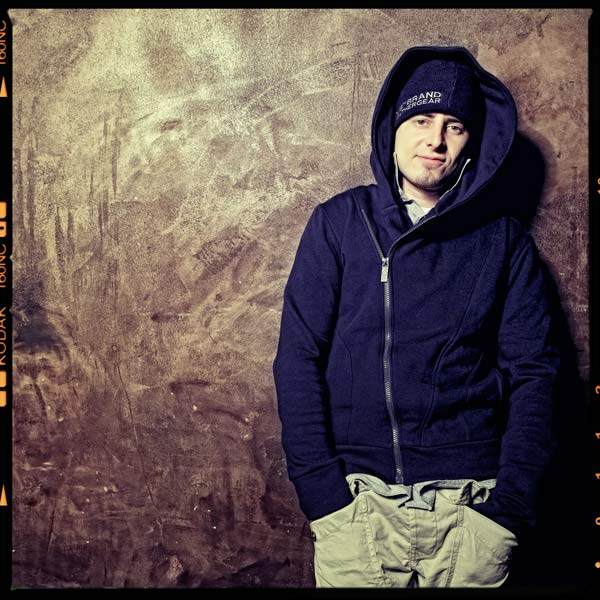
Abradab

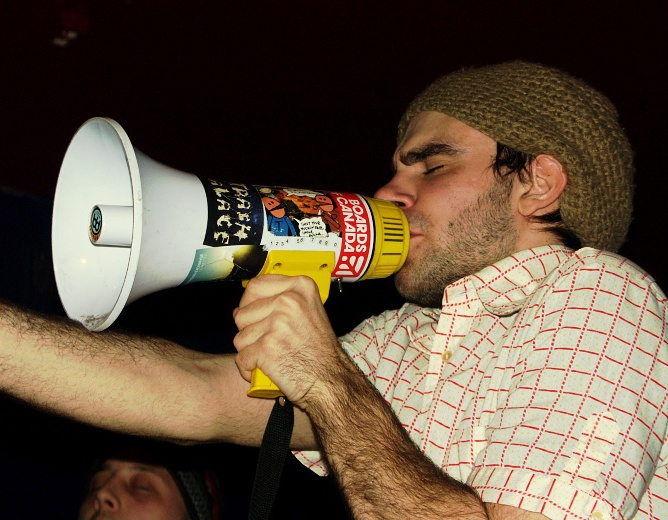
Fisz

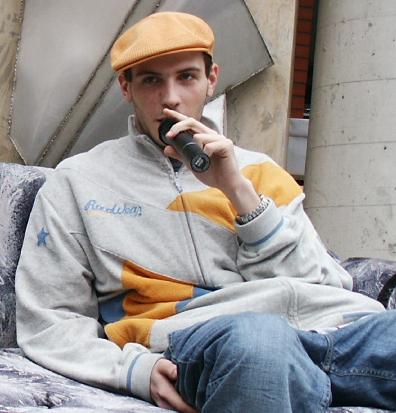
O.S.T.R.

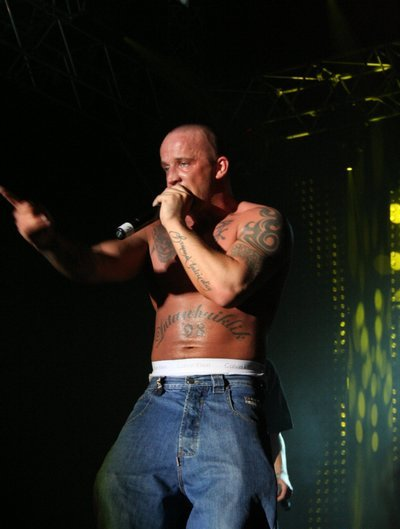
Peja

Die folgenden Listen enthalten einige der bekannteren Interpreten des polnischen Hip-Hop.

### Solo-Künstler
- Chada
- DonGURALesko (Mitglied der Gruppe K.A.S.T.A.)
- DKA
- Duże Pe (Mitglied der Gruppen Masala, Cinq G und Banda Tre)
- Eldo
- Fisz (Mitglied der Gruppen RHX, Tworzywo Sztuczne, Bassisters Orchestra und Kim Nowak)
- Fokus (Mitglied der Gruppen Paktofonika und Pokahontaz)
- Karramba
- Liroy (ehemals PM Cool Lee)
- Lilu
- L.U.C
- Łona (Mitglied der Gruppe Wiele C.T.)
- Małolat
- Massey
- Mezo (ehemals Lajner)
- Owal/Emcedwa
- O.S.T.R.
- Peja
- Popek
- Pih (Mitglied der Gruppen JedenSiedem und Skazani na Sukcezz)
- Rahim (Mitglied der Gruppen Paktofonika und Pokahontaz)
- Sokół
- Mes (Mitglied der Gruppen Flexxip und 2cztery7)
- Toony
- WdoWa

### Gruppen
In den Klammern sind die jeweiligen Mitglieder gelistet, auch wenn sie später die Gruppe verlassen haben.
Die fett gekennzeichneten Rapper haben auch Solo-Alben veröffentlicht.
- 3X Klan (Rahim, Matho RaDamez, BAK, DJ Bambus)
- 52 Dębiec (Hans, Deep)
- Ascetoholix (Doniu, Kris, Liber)
- Ego (Śliwka Tuitam, Sivy, DJ Haem)
- Fenomen (Ekonom, Żółf, Mazsa)
- Grammatik (Eldo, Jotuze, Ash, Noon)
- Ideo
- Jeden Osiem L (Łukasz, Tfk, Gmura, Siwy, Paczkoś)
- Kaliber 44 (AbraDab, Joka, DJ Feel X, Magik)
- Kanał Audytywny (L.U.C, Spaso)
- MCF
- Molesta (Vienio, Wŀodi, Pelson, Wilku)
- Mor W.A. (Pepper, Łyskacz, Wigor)
- Nagły Atak Spawacza (Fazi, Kaczmi, Kamień, …)
- Paktofonika (Magik, Rahim, Fokus)

- Pokahontaz (Rahim, Fokus)
- Pijani Powietrzem (Fokus, Śliwka Tuitam)

- Paresłów (Dora, Fala)
- Płomień 81 (Onar, Pezet)
- Slums Attack (Peja, DJ Decks, Iceman)

- Ski Skład (Peja, Wiśnia)

- SNUZ (Sobota, Aśka)
- Trzeci Wymiar (Nullo, Szad, DJ Sph, Pork)
- Verba (Bartas, Ignac)
- V.E.T.O. (Radoskór, Pęku)
- Warszafski Deszcz (Tede, Numer Raz)
- Wzgórze Ya-Pa 3 (Borixon, Wojtas, Zajka, Radoskór)
- ZIP Skład (Pono, Koras, Fu, Sokół, Jędker, Felipe, Mieron, Jaźwa, Ward)

- Zipera (Pono, Koras, Fu)
- WWO (Jędker, Sokół)
- Fundacja 1 (Felipe, Mieron, Jaźwa, Ward)

### Produzenten
- Deszczu Strugi
- DJ 600V
- DJ Decks
- DJ Feel X
- Emade
- IGS
- Noon
- O$ka
- Tabb
- Webber
- WhiteHouse (L.A., Magiera)

## Labels

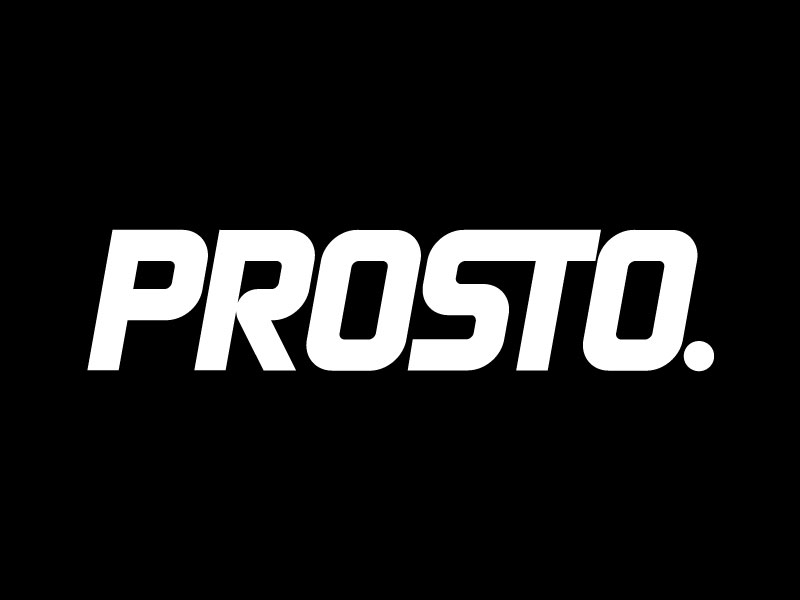
Logo des Labels PROSTO

Neben den bekannten Major-Labels (EMI / Universal / Sony / Warner) existieren in Polen auch viele kleine und große Independent-Labels zu den erwähnenswerten zählen folgende:
In Klammern: Gründungsjahr – Gründer – Sitz
- R.R.X. (1996 – KNT – Warschau)
- S.P. (1996 – Sławomir Pietrzak – Warschau)
- Asfalt (1998 – Tytus – Warschau)
- Blend (1999–2007 – Marek Gluziński / Marcin Cichy – Breslau)
- T1-Teraz (2000 – Arek Deliś – Warschau)
- PROSTO (2001 – Sokół – Warschau)
- UMC (2001 – Remik / Urban – Posen)
- Wielkie Joł (2002 – Tede – Warschau)
- MaxFloRec (2004 – Rahim – Warschau)

## Auszeichnungen

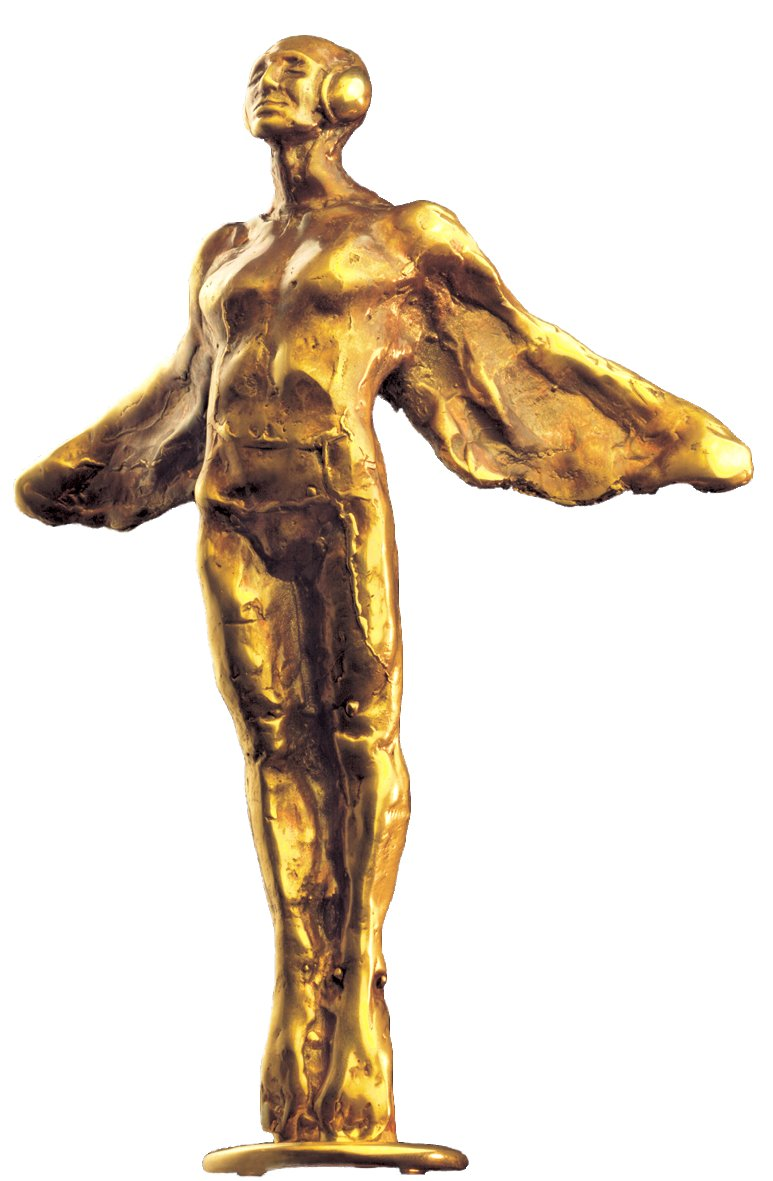
Die Fryderyk-Statue

In Polen wird jährlich der Fryderyk von der Phonographischen Akademie vergeben. Er ist der wichtigste polnische Musikpreis.
Das beste Alternative-Album des Jahres:
- 1995: Liroy – Albóóm

Das beste Hip-Hop/R&B-Album des Jahres:
- 1997: Liroy – L
- 1998: Reni Jusis – Zakręcona
- 1999: Liroy – Dzień Szaka-L'a – Bafangoo cz. 2
- 2000: Kaliber 44 – 3:44
- 2001: Paktofonika – Kinematografia
- 2002: Peja / Slums Attack – Na legalu?
- 2003: Sistars – Siła sióstr
- 2004: Abradab – Czerwony Album
- 2005: Sistars – AIEOU
- 2006: Fisz Emade – Piątek 13
- 2008: O.S.T.R. – HollyŁódź
- 2009: Fisz Emade – Heavi Metal
- 2010: O.S.T.R. – O.C.B.
- 2011: Abradab – Abradabing
- 2012: Fisz Emade – Zwierzę bez nogi
- 2015: O.S.T.R. & Marco Polo – Kartagina

## Verweise

### Einzelbelege
1. ↑  Toony bei PROSTO gesigned (Memento des Originals vom 23. Dezember 2015 im Internet Archive)  Info: Der Archivlink wurde automatisch eingesetzt und noch nicht geprüft. Bitte prüfe Original- und Archivlink gemäß Anleitung und entferne dann diesen Hinweis.
2. ↑  HipHopedia – Monster
3. ↑  W lustrze widzę Monstera – Paweł „Popek“ Rak
4. ↑  Solowy album Popka "Monster" zdobył Złotą Płytę. 20. Februar 2013, archiviert vom Original am 29. November 2014; abgerufen am 22. Dezember 2015 (polnisch).
5. ↑  Popek – „Monster“ – Złota płyta w Czechach
6. ↑  Fryderyk